# CLIP1
CLIP1‏ (CAP-Gly domain containing linker protein 1) هوَ بروتين يُشَفر بواسطة جين CLIP1 في الإنسان.

## التفاعل
لقد ثبت أن CLIP1 يتفاعل مع IQGAP1، وهدف الثدييات من الراباميسين وPAFAH1B1.